# Nagaragawa

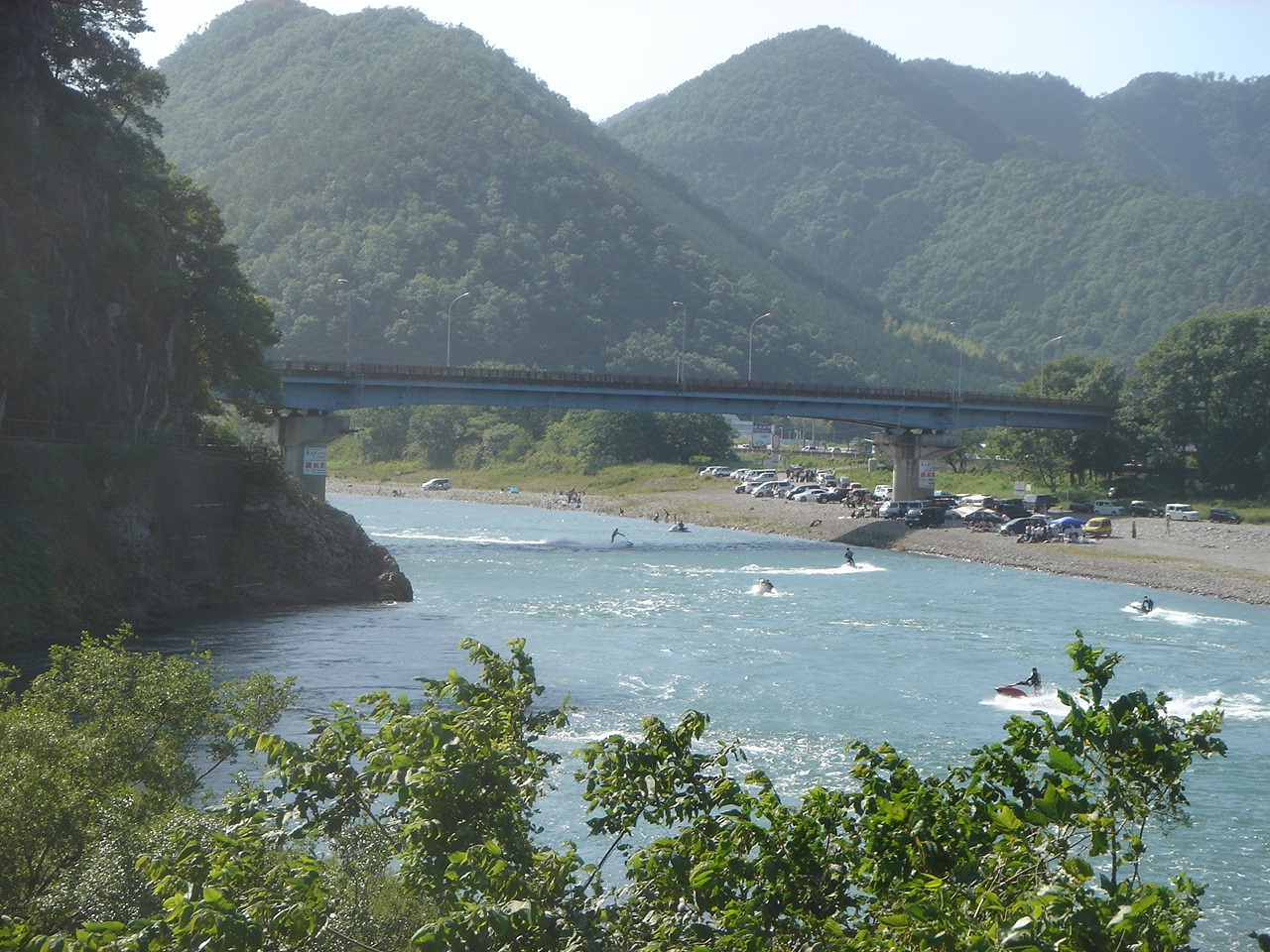
Bild på Nagaragawa

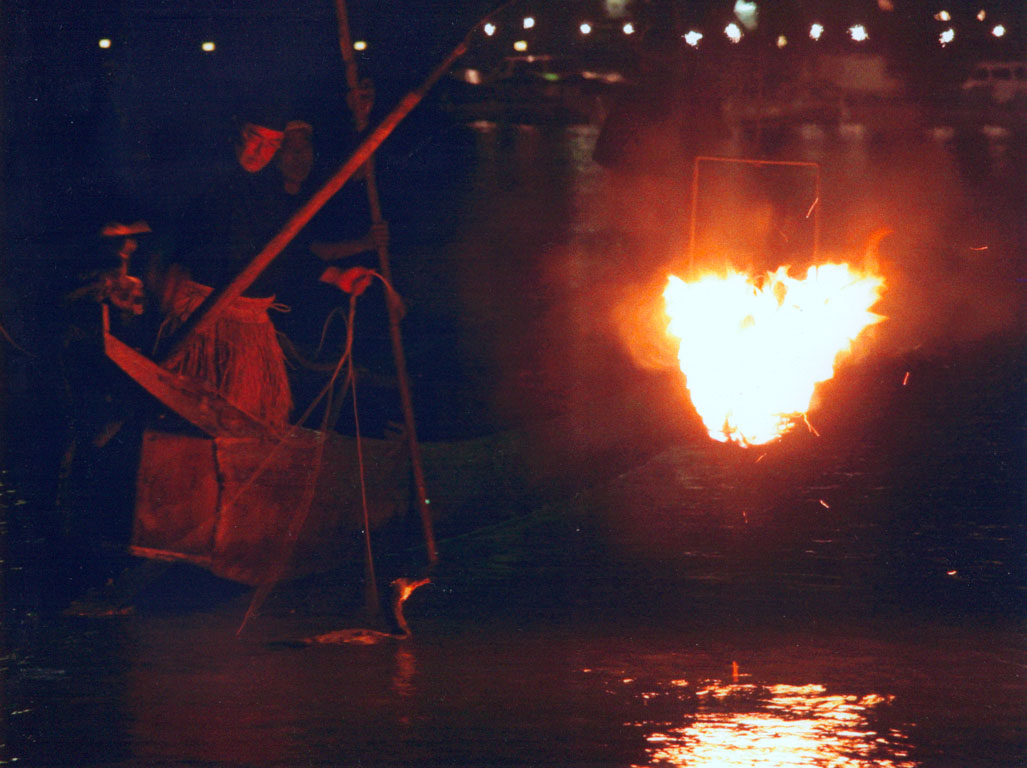
Skarvfiske

Nagaragawa (japanska: 長良川?) är en flod i Japan som bland annat rinner genom staden Gifu.

## Skarvfiske
Nagaragawa är bland annat känd för att det bedrivs traditionellt fiske med dresserade skarvar från båtar på floden på nätterna. I skenet av en eld i en eldkorg i fören på båten har varje fiskare tio till tolv fåglar i koppel som får dyka efter fisk. Fåglarna som används är japansk skarv (Phalacrocorax capillatus). Fiskarna var tidigare högt sedda och stöddes av både Oda Nobunaga och sedan av Owariklanen under Edoperioden, då de hade order att leverera fisk till slottet i Edo en gång i månaden från maj till augusti varje år.